# Воля-Гомулецкая
Воля-Гомулецкая (укр. Воля-Гомулецька) — село во Львовской городской общине Львовского района Львовской области Украины.
Население по переписи 2001 года составляло 406 человек. Занимает площадь 11,70 км². Почтовый индекс — 80380. Телефонный код — 3252.